# 細川利致
細川 利致（ほそかわ としゆき）は、肥後新田藩の第5代藩主。

## 生涯
寛延3年（1750年）9月22日、第4代藩主・細川利寛の三男として生まれる。長兄の利業が病弱だったため、宝暦13年（1763年）10月に世子となる。明和4年（1767年）、父の死去により跡を継ぎ、明和6年（1769年）12月に従五位下、若狭守に叙任する。幕府の勅使饗応役を務めた。
天明元年（1781年）5月25日に死去した。享年32。跡を弟で養子の利庸が継いだ。

## 系譜
父母
- 細川利寛（父）
- 房姫、清寿院 - 細川利恭の娘（母）

正室
- 綾姫、照雲院 - 久我信通の娘

養子
- 細川利庸 - 利寛の四男